# Cichlasoma mayorum
Cichlasoma mayorum är en fiskart som beskrevs av Hubbs, 1936. Cichlasoma mayorum ingår i släktet Cichlasoma och familjen Cichlidae. Inga underarter finns listade i Catalogue of Life.